# Ісландсько-шведські відносини
Ісландсько-шведські відносини — двосторонні дипломатичні відносини між Ісландією і Швецією. Країни є членами Арктичної ради, Ради країн Балтійського моря, Ради Європи, Північно-Балтійської вісімки, Північної ради, Організації економічного співробітництва і розвитку, а також Організації Об'єднаних Націй.

## Історія
У 870 Гардар Сваварсон став першим шведом котрий побував в Ісландії, а також першою людиною, яка вивчила узбережжя цього острова. У 1380 Ісландія (в той час під владою Норвегії) приєдналася до Кальмарської унії під єдиним монархом трьох королівств: Данії, Норвегії та Швеції. Ісландія та Швеція були однією державою до розпаду союзу в 1523. Потім Ісландія потрапила під управління Данії до отримання незалежності в 1918 році. 27 липня 1940 року Ісландія та Швеція встановили дипломатичні відносини. У червні 1944 року Ісландія стала республікою і країни відкрили посольства в столицях один одного. Під час Другої світової війни країни залишалися офіційно нейтральними, проте, на території Ісландії розміщувалися військові бази країн Антигітлерівської коаліції, в той час як Швеція неофіційно надавала їм допомогу.
Після встановлення дипломатичних відносин між країнами, вони активно беруть участь в обговоренні питань на міжнародній арені, які зачіпають країни Північної Європи, таких як: глобальне потепління, арктична політика і оборонне співробітництво поза НАТО. Країни брали участь у військовій кампанії в Афганістані у складі Міжнародних сил сприяння безпеці.
Під час фінансової кризи 2008—2011 років в Ісландії, банк Швеції виділив 5 мільярдів шведських крон (520 мільйонів євро) ісландському Kaupthing Bank, щоб допомогти зробити виплати вкладникам та іншим кредиторам, які постраждали від фінансової кризи.

## Торгівля
Ісландія є членом Європейської асоціації вільної торгівлі та має необмежений доступ до ринку Європейського союзу (в який входить Швеція). У 2015 році обсяг товарообігу між Ісландією і Європейським союзом склав суму 5,7 млрд євро

## Дипломатичні представництва
- Ісландія має посольство в Стокгольмі[7].
- Швеція — посольство в Рейк'явіку[8]